# 여성, 거세당하다
《여성, 거세당하다》(The Female Eunuch 더 피메일 유넉)는 저메인 그리어가 1970년 출판하여 국제적 베스트셀러이자 여성주의 운동의 중요 텍스트가 된 책이다. 그리어의 이론은 "전통적인" 교외의, 소비적인, 핵가족이 여성의 성욕을 억압한다는 것이며, 이는 여성을 환관으로 만들어 여성의 활력을 빼앗는다는 것이다. 이 책은 1970년 10월 런던에서 출판되었으며, 1971년 3월까지 2쇄가 거의 매진되었다.
이 책의 후속작인 《완전한 여성》(Whole Woman)이 1999년 출판되었다.

## 주제
이 책은 논쟁과 학문적 연구를 혼합으로 쓰여진 여성주의 분석이다. 1970년대의 여성주의 운동의 중요 텍스트로서 다른 여성주의자와 커뮤니티에서 논의되고 비판받았다. 〈몸〉, 〈영혼〉, 〈사랑〉, 〈미움〉로 이름붙여진 각 장에서 그리어는 여성의 자아 인식에 대한 역사적 정의를 검토하고, "세계는 영혼을 잃었고 나는 나의 성을 잃었다."를 인용하면서 현대 소비 사회와 여성의 정상성, 그리고 고정관념의 남성성 형상화를 비판하기 위하여 강요된 제한의 전제를 이용하였다. 이전의 여성주의 저작과 비교하여 그리어는 영어권 사회에서 그때까지 많은 부분 논의되지 않았던 여성의 성욕에 대한 직접적이고도 대담한 묘사를 위하여 유머와 대담함, 거친 언어를 사용하였다. 그리어는 지그문트 프로이트와 정신분석학자에 대하여 불손한 표현을 사용했는데 이는 시몬 드 보부아르의 《제2의 성》에서 영향을 받은 것이다.
그리어는 남성은 여성을 증오하지만 여성은 이를 인식하지 못하며, 자기 자신을 싫어하도록 교육받는다고 주장하였다. 그리어는 변화는 진화가 아니라 혁명을 통하여 이뤄져야 한다고 주장하였다. 여성은 자기 자신의 몸을 알고 받아들어야 하며, 자신의 생리혈을 맛보고 금욕과 단혼을 포기하여야 한다고 주장하였다. 그러나 "브래지어는 터무니없는 발명품이지만, 브라는 없어져야 한다는 법칙을 만든다면 또 다른 억압에 종속시키는 것이다."라며 여성들이 자신의 브래지어를 태울 필요는 없다고 하였다.

## 한국어 번역
- 이미선 역, 《여성, 거세당하다》, 텍스트, 2012년 8월 10일, ISBN 9788994159294.